# Clerkenwell

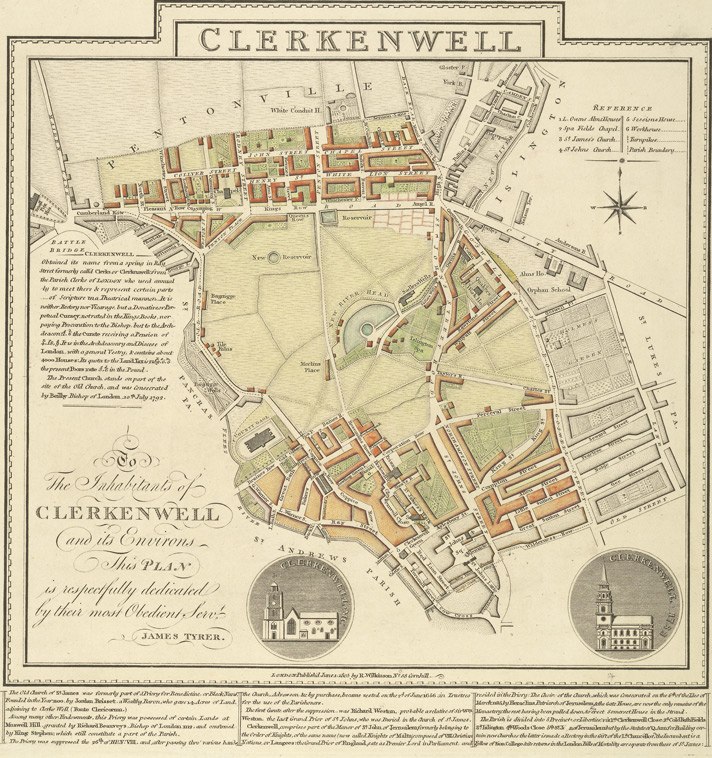
Bản đồ Clerkenwell vào năm 1805

Clerkenwell (/[invalid input: 'icon']ˈklɑːkənwɛl/) là một khu vực trung tâm Luân Đôn, thuộc Khu Islington của Luân Đôn. Từ 1900 đến 1965, Clerkenwell là một phần của Khu đô thị Finsbury. Cái giếng dùng để đặt tên cho nơi đây được phát hiện vào năm 1924. Mua bán và sửa đồng hồ đóng vai trò quan trọng lớn tại đây. Clerkenwell một thời được biết đến như "nước Ý thu nhỏ" tại Luân Đôn vì số lượng lớn người Ý sống trong khu vực từ những năm 1850 cho đến những năm 1960.